# Hypotrachyna dodapetta
Hypotrachyna dodapetta är en lavart som beskrevs av Hale & Patw. Hypotrachyna dodapetta ingår i släktet Hypotrachyna och familjen Parmeliaceae.   Inga underarter finns listade i Catalogue of Life.